# Aldrick Robinson
Aldrick Robinson (Waxahachie, 24 settembre 1988) è un giocatore di football americano statunitense che gioca nel ruolo di wide receiver per i San Francisco 49ers della National Football League (NFL). Fu scelto nel corso del sesto giro (178º assoluto) del Draft NFL 2011 dai Washington Redskins. Al college ha giocato a football alla Southern Methodist University.

## Carriera professionistica

### Washington Redskins
Robinson fu scelto dai Washington Redskins nel corso del quinto giro del Draft 2011. Trascorse la sua stagione da rookie nella squadra di allenamento senza scendere mai in campo. Dopo una notevole pre-stagione nel 2012, Robinson si guadagnò un posto nei 53 uomini del roster per la stagione regolare. Debuttò come professionista nella settimana 1 contro i New Orleans Saints sostituendo l'infortunato Pierre Garçon. In quella partita ricevette 4 passaggi per 52 yard e segnò il primo touchdown in carriera su passaggio di Robert Griffin III. La settimana successiva partì per la prima volta come titolare in cui ricevette 2 passaggi per 40 yard ma si sfece sfuggire un passaggio cruciale nel quarto periodo che contribuì alla sconfitta contro i St. Louis Rams per 31-28. Nel pre-partita della settimana 4 si scontrò a causa di uno scontro col compagno Brandon Meriweather, rimediando un commozione cerebrale. Nella settimana 11 contro i Philadelphia Eagles, Robinson segnò il secondo touchdown in carriera su un passaggio da 49 yard di RG3. La settimana successiva, nella gara del Giorno del Ringraziamento contro i Dallas Cowboys, segnò un altro touchdown dopo una ricezione da 69 yard. La sua seconda stagione si concluse con 11 ricezioni per 237 yard ricevute e 3 touchdown in 15 presenze.

### Baltimore Ravens
Nelle stagioni 2014 e 2015, Robinson fece parte del roster dei Baltimore Ravens, senza scendere mai in campo.

### Atlanta Falcons
Robinson firmò con gli Atlanta Falcons il 15 marzo 2016. Nella settimana 4 contro i Panthers, segnò il suo primo touchdown dalla stagione 2013.

### San Francisco 49ers
Il 10 marzo 2017, Robinson firmò un contratto biennale con i San Francisco 49ers.

## Palmarès

### Franchigia
- National Football Conference Championship: 1

Atlanta Falcons: 2016